# Kelly Rowland
Kelendria Trene "Kelly" Rowland (n. 11 februarie 1981) este o cântăreață americană, care și-a căpătat faima fiind componentă a trupei Destiny's Child, trupă cu cele mai multe vânzări mondiale conform World Music Awards și casei de discuri Sony BMG Music Entertainment. După mai multe acțiuni comerciale și colaborarea cu rapperul Nelly pentru hitul „Dilemma”, aceasta și-a lansat primul ei album, „Simply Deep”, urmând să fie un succes internațional. Rowland și-a depășit succesul primului ei album cu un al doilea album, „Ms. Kelly”, lansat în Europa în data de 25 iunie 2007 și în S.U.A în data de 3 iulie 2007. Până acum, albumul a conținut melodia de top 5 „Like this” în colaborare cu artista de muzică rap Eve, precum și melodia "Ghetto" în colaborare cu Snoop Dogg și single-ul internațional Work.

## Copilăria
Rowland s-a născut sub numele de Kelendria Trene Rowland  în Atlanta, Georgia, fiică a lui Doris Rowland Garrison și a lui Christopher Lovett, care s-au căsătorit după nașterea lui Kelly. Când avea numai 7 ani, mama ei a luat-o părăsindu-și tatăl care devenise un alcoolic abuziv.

## Destiny's Child
Destiny's Child au ajuns faimoase în urma hitului No, No, No, care a ajuns pe locul 3 în clasamentul american Billboard și pe locul 5 în Marea Britanie. Până în prezent Destiny's Child au patru piese care au ajuns pe locul 1 în US Billboard Hot 100. Albumul lor de debut a primit discul de platină în SUA. Al doilea album, The Writing's on the Wall, lansat în 1999 s-a vândut în peste 13 milioane de exemplare, dintre care peste 8 milioane doar în SUA. De asemenea, piesa Say my Name le-a adus fetelor două premii Grammy, pentru "Cea mai bună piesă R&B" și "Cea mai bună prestație R&B a unui duet sau grup".
Următorul album,Survivor, a avut un succes imens, ajungând pe locul 1 în US Billboard 200 și UK Albums Chart. Piesele extrase de pe album, Independent Women, Bootylicious și Survivor au ajuns în Top 3 Billboard Hot 100. Bootylicious și Independent Women au ajuns pe locul 1 iar Survivor pe locul 2. Piesa Nasty Girl nu a intrat în Billboard Hot 100 însă a ajuns până pe locul 4 în UK Singles Chart. Albumul s-a vândut în peste 10 milioane de exemplare. Piesa de titlu le-a adus al treilea premiu Grammy din carieră pentru "Cea mai bună prestație R&B a unui duet sau grup".
În sfârșitul anului 2004 grupul a lansat al patrulea și ultimul album de studio al trupei, Destiny Fulfilled. Albumul a ajuns până pe locul 2 în US Billboard 200. Piesele de pe album au fost Lose My Breath, Soldier, Girl și Cater 2U. Albumul s-a vândut în peste 7 milioane de exemplare. La sfârșitul anului 2005 grupul a lansat ultimul album,#1's, unde au fost adunate cele mai bune piese "Destiny's Child". Albumul mai include 3 piese noi. Albumul include și piese noi, printre care Stand Up for Love.

## Discografie
Albume solo
- Simply Deep (2002)
- Ms. Kelly (2007)
- Here I Am (2011)
- Talk a Good Game (2013

## Filmografie
- Freddy vs. Jason (2003)
- The Seat Filler (2004)
- Think Like a Man (2012)

## Turnee
Headlining
- 2003: Simply Deeper Tour
- 2007: Ms. Kelly Tour
- 2013: Lights Out Tour (Co-headlined with The-Dream)

Supporting
- 2010: Supafest (Australia)
- 2011: F.A.M.E. Tour (North America)
- 2012: Supafest (Australia)